# تفجير سروج 2015
تفجير سروج 2015 هو هجوم انتحاري وقع في مدينة سروج التابعة لمحافظة شانلي أورفة التركية في منتصف نهار 20 يوليو 2015 وفقاً للتوقيت المحلي لتركيا، سقط نتيجة لهذا الهجوم 32 قتيلا وأزيد من 100 جريح. استهدف التفجير تجمعا لـ 300 شخص من اتحاد الشباب الاشتراكي في حديقة مركز أمارا الثقافي أثناء مؤتمر صحفي لتوضيح الجهود المبذولة لإعادة بناء عين العرب (كوباني) من جديد بعد حصارها من قبل تنظيم الدولة الإسلامية (داعش). أعلن لاحقا عن علاقة عبد الرحمان الأوغوز مفجر القنبلة بتنظيم الدولة الإسلامية.
كان رد حزب العمال الكردستاني على هذا التفجير بالدخول في صراع مع الجيش التركي بدأ بقتل ضابطي شرطة، وكان ذلك بمثابة إعلان لانتهاء فترة عملية السلام الكردية التركية التي كانت قد بدأت عام 2009 واستمرت بدون أي نزاعات. وصرح رئيس الجمهورية التركية وبشير أطلاي، وهما من مهندسي عملية السلام، توقف مرحلة السلام.
وقد توالت ردود الفعل الداخلية والخارجية المنددة بهذا التفجير.

## تطور الهجوم

### حملة لنعيد بناء كوباني من جديد
بدأ شباب الاتحاد الاشتراكي في صيف 2015 بحملة «معًا لنعيد إنشاء كوباني من جديد» بدلاً من المعسكرات الشبابية التي كان ينظمها كل صيف. وقد كان الشباب من أعضاء الاتحاد الاشتراكي يهدفون إلى دخول كوباني من يوم 19 إلى يوم 24 يوليو، والانضمام إلى أعمال إعادة إعمار المدن المهدمة من جديد في كوباني أثناء الحصار. وقد تم تخصيص بناء لمنطقة كوباني لأجل الأعمال التي تهدف إلى المساعدة في إعادة بناء المدارس والمستشفيات من جديد وإزالة أنقاضها. وقد كان الشباب يهدفون إلى استخدام هذا البناء كحضانة وتخصيص حديقته كحديقة للأطفال وكذلك القيام بزرع شتلات على تلة «قانية كوردا» لإنشاء غابة للذين لقوا حتفهم أثناء الحصار والاشتباكات العنيفة.

### التفجير
بدأت الأحداث بالتحضير للقيام بمؤتمر صحفي في مبنى بلدية سروج في حديقة مركز أمارا الثقافي قبل العبور إلى عين العرب (كوباني)، واستمرت أعمال المؤتمر الصحفي حتى الساعة 11:50 صباحاً حيث وقع الانفجار في منتصف المؤتمر تماما. وقد كان نتيجة التفجير فقدان 32 شخصاً لحياتهم من بينهم 23 شخص في مكان الحادث. وقد قال عبد الله تشفتي محافظ سروج أن من قام بالتفجير هي امرأة، إلا أنه في اليوم التالي أثبتت تحليلات الحمض النووي أن من قام بالهجوم الانتحاري هو شاب في العشرين من عمره، وهو طالب يدرس الهندسة الميكانيكية بجامعة أديامان بتركيا، واسمه عبد الرحمن الأوغوز. ولم يتم تحديد هوية المتهم الثاني في التفجير، إلا أنه يرجح أنها أنثى.
بعد التفجير، تم الإعلان عن بلاغ من والد عبد الرحمان الأوغوز بأنه مفقود هو وأخوه يونس أمره الأوغوز منذ شهرين. وقد قال النائب عن حزب الشعوب الديمقراطي أيهان بلجان أنه توجد ادعاءات بشأن اعتقال عبد الرحمن الأوغوز وإطلاق سراحه بعد فترة. أما أخوه يونس أمره الأوغوز الذي نجى من محاولة قوات الأمن للقبض عليه، قام بتفجير انتحاري بعد ثلاثة أشهر، وبالتحديد في 10 أكتوبر في أنقرة أدى إلى مقتل ما يزيد عن 100 شخص، وإصابة المئات.
وقد تم الإعلان عن أسماء 30 قتيلاً من 32 من قبل مسؤولي اتحاد الشباب الاشتراكيين.

### انتقام حزب العمال الكردستاني
قام حزب العمال الكردستاني بعد يومين من تفجير سروج في 22 يوليو 2015 بقتل ضابطي شرطة في منازلهم في مقاطعة شانلي أورفة جايلان بنار بدعوى ارتباطهم بالدولة الإسلامية (داعش). وفي نفس اليوم في إسطنبول قُتل شخص تم الادعاء بأنه كبير مسؤولي الدولة الإسلامية (داعش)، وتم نشر الخبر في مواقع التواصل الاجتماعية من حسابات قريبة من حزب العمال الكردستاني وكذلك بالدولة الإسلامية (داعش). وفي يوم 25 يوليو 2015 تم القيام بهجوم على قافلة عسكرية في لجا في ديار بكر أدت لمقتل جنديين.

### العمليات الجوية ضد حزب العمال وتنظيم الدولة
تم إطلاق النار في يوم 23 يوليو 2015 على رقيب تركي في كلس في غازي عنتاب من قبل مسلحي الدولة الإسلامية من الحدود السورية وأدى ذلك إلى مقتل ضابط وإصابة اثنين. وعلى الفور ردت القوات التركية باطلاق النار مما أدى إلى إضعاف تأثير مقاتلي داعش ومقتل شخص منهم. وفي نفس اليوم ليًلا قامت القوات المسلحة التركية بتفجير مواقع تابعة لتنظيم الدولة الإسلامية في سوريا بأربعة طائرات حربية من طراز إف 16. وقُتل 35 شخص. أما الضربة الجوية الثانية فكانت لقصف مواقع لحزب العمال الكردستاني في شمال العراق، حيث تم قصف معسكرات في قنديل، وزاب، ومتينا، وباسيان، وإفاشين. وفي نفس التوقيت تم قصف مدفعي لثلاثة مواقع تابعة لتنظيم الدولة في سوريا. وتم القيام بالهجوم الجوي الثالث على مواقع حزب العمال وتنظيم الدولة في يوم 25 يوليو 2015، وفي يوم 26 تم القيام بالضربة الجوية الرابعة على مواقع حزب العمال الكردستاني، وفي يوم 27 تم القيام بضربات جوية على معسكرات حزب العمال في شمال العراق وشيرناق وهقَّاري.
وقد ادعى قائد وحدات حماية الشعب (كردية) في إقليم كوباني أن الجيش التركي قام بتفجير مواقع الجيش السوري الحر ووحدات حماية الشعب في هجماته البرية في جرابلس. إلا أن هذه الادعائات تم تكذيبها من قبل وزارة الخارجية التركية.

### الاحتجاجات وعمليات الاعتقال
في اليوم الذي تم فيه التفجير الانتحاري في سروج خرجت مساءا مظاهرات ضد الهجوم في كل أنحاء تركيا، كأنقرة وإسطنبول وإزمير وبورصا وغيرها. وقد وقعت مواجهات بين المحتجين والشرطة في شارع تقسيم في إسطنبول وفي ديار بكر وفي مرسين وفي سرت.
تم القبض على 297 شخصا في عملية الاعتقالات التي قامت بها تركيا في 12 مقاطعة يوم 24 يوليو 2015 لأشخاص من حزب العمال الكردستاني وتنظيم الدولة الإسلامية (داعش) وحزب التحرر الشعبي الثوري–جبهة. وقد قتل جوناي أوزاصلان أحد أعضاء حزب التحرر الشعبي الثوري–جبهة في مواجهات بين الشرطة وحزب التحرر الشعبي الثوري–جبهة في باغجيلر في إسطنبول.

## ردود الأفعال

### الأحزاب السياسية والمؤسسات

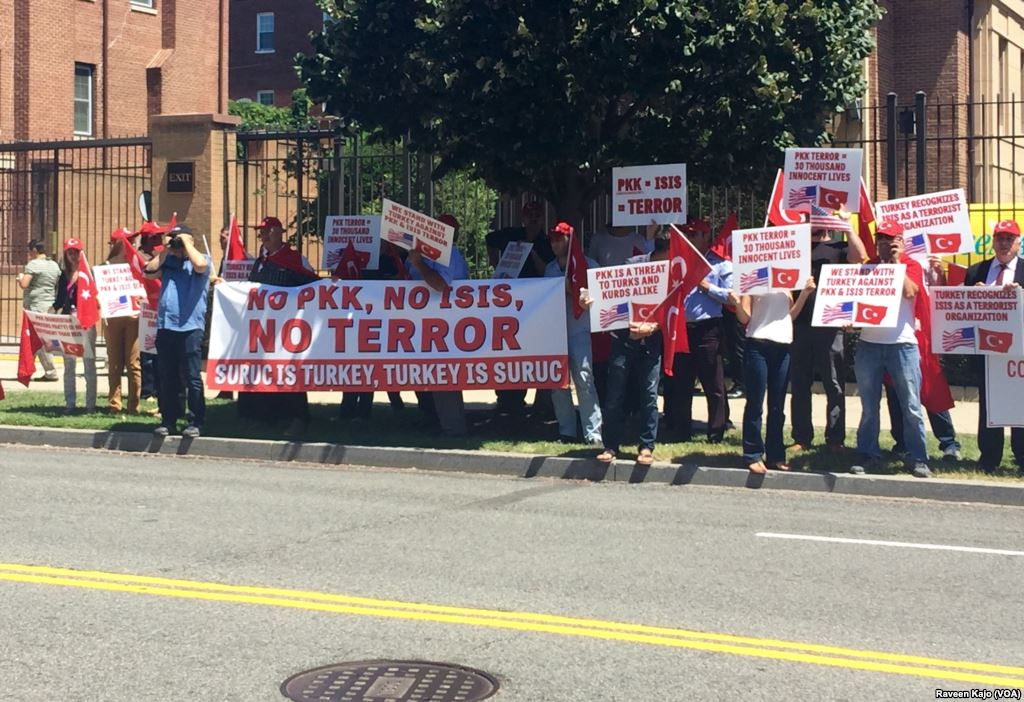
مظاهرات احتجاجية أمام السفارة الأمريكية بتركيا اعتراضا على حزب العمال الكردستاني، وكذلك تنظيم الدولة (داعش)

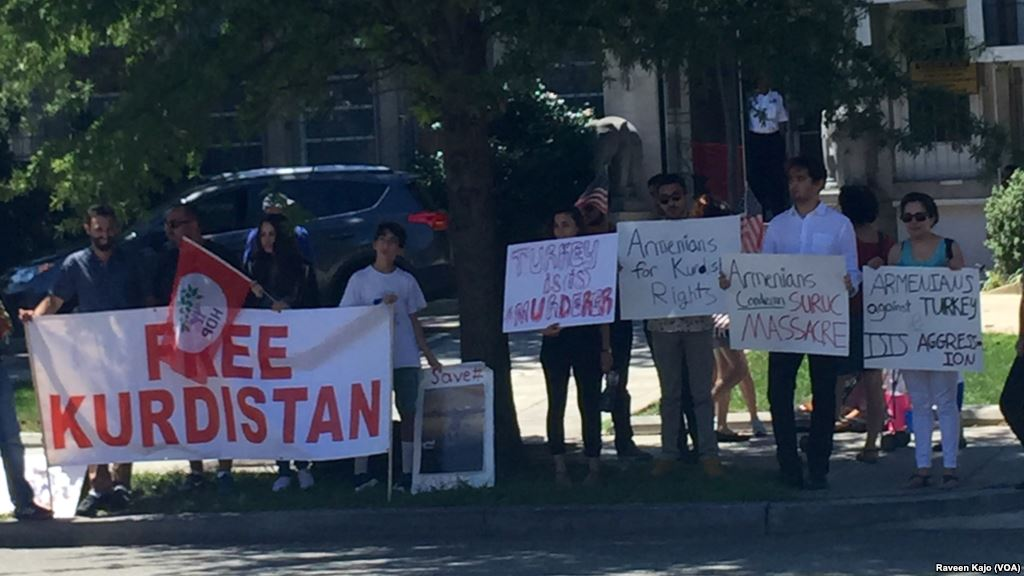
احتجاجات الأكراد والأرمن في تركيا

في أول تصريح له عقب الانفجار، قال رئيس الجمهورية التركية رجب طيب أردوغان «ألعن مرتكبي هذه الجريمة الوحشية كشخص وألعنهم باسم شعبي، وأُدِينُهم. الإرهاب لا دين، ولا عرق، ولا هوية ولا قومية، ولا وطن له. ذكرنا دائمًا أنه يجب على الشعب كله النضال ضد الإرهاب، ولا زلنا». بالإضافة إلى مهاتفته لعز الدين كوتشوك محافظ شانلي أورفة وحصل منه على معلومات.
أما رئيس الوزراء التركي أحمد داوود أوغلو، فأرسل بعد الانفجار نعمان كورتولموش مساعده وصباح الدين أوزترك وزير الداخلية، وكذلك فاروق شاليك وزير العمل والتضامن الاجتماعي إلى المنطقة، وأعطى تعليماته بمتابعة الأحداث من موقعها.
قال كمال قليتش دار أوغلو زعيم حزب الشعب الجمهوري بتركيا «أدين الإرهاب ومن يدعمونه» وفي نفس السياق قال هالوق قوتش المتحدث باسم حزب الشعب «يجب على الدولة إعلان الحداد، والتراجع في الحال عن سياستها الخارجية الخاطئة».
قال دولت بهتشالي زعيم حزب الحركة القومية «إننا نلعن من قام بالتفجير دون شروط مسبقة، إن الحشد الذي تجمع في إطار سعى اتحاد الشباب الاشتراكي إلى تكوينه باسم جبهة» دافعنا معا عن عين العرب (كوباني)، ومعا نبنيها«انتهى بشكل كارثي في سروج. وأنه لا يرى أن دعم المتطرفين عمل أخلاقي، وأن استخدام حادثة التفجير كحجة لقتل ضباط شرطة لا يمكن أن يقابل برد فعل جيد».
أما صلاح الدين دميرطاش (كردي) رئيس حزب الشعوب الديمقراطي فادعى أن الحكومة هي المسؤولة عن التفجير، وقال «إن جميع الأنظمة والدول التي تدعم الدولة الإسلامية (داعش) وما يشبهها شركاء في هذه البربرية، إن هؤلاء الذين لهم صمت ضبابي تجاه الدولة الإسلامية (داعش)، والذين لا يملكون حتى مجرد الجرأة لرفع أصواتهم، والذين يدافعون عن التهديدات التي تصل إلى حزب الشعوب كل يوم والمسؤولين الذين يداعبون رؤس الدول الإسلامية (داعش)، شركاء أيضا في هذه الجريمة البربرية».

### اقتراح لإعلان مشترك ضد الإرهاب
قام داوود أغلو رئيس الوزراء التركي بدعوة كل الأحزاب السياسية وقال " يجب أن يقوم رؤساء أربعة أحزاب بتوقيع الإعلان المشترك. هذا الاقتراح تقبله كمال قليتش زعيم حزب الحركة القومية بشكل إيجابي. بينما لم يلق الاقتراح أي ترحيب من حزب الحركة القومية وحزب الشعوب الديمقراطي وقال زعيم حزب الحركة القومية في رده على هذا الاقترح أنه يمكن تقييمه على أنه ليس صادقا وبعيدا عن الحقيقة. فيما قال الرئيس المشارك لحزب الشعوب الديمقراطي بينما لم ينفذوا ما اتفقنا عليه في دولما باهتشا (مكان) فلا معنى لأن تدعونا لاتفاق جديد، ورفض الحزب الدعوة.

### الدعوة لاجتماع طارئ في البرلمان التركي
دعا الرئيس المشارك لحزب الشعوب الديمقراطي في يوم 21 يوليو وهو اليوم التالي للتفجير إلى اجتماع طارئ لبحث موضوع تهديدات الدولة الإسلامية (داعش) وكذلك العلاقات مع كردستان السورية. لكن حزب العدالة والتنمية وحزب الشعب الجمهوري لم يدعما دعوة حزب الشعوب الديمقراطي. إلا أنه في اليوم التالي دعا حزب الشعب الجمهوري الذي حصل على توقيع 116 عضوا إلى اجتماع طارئ يوم 29 يوليو.

### تقرير حزب الشعب الجمهوري
قام حزب الشعب الجمهوري بعد تطورات الأحداث التي وقعت بعد التفجير بنشر تقرير يتكون من 219 صفحةً، واسمه «تقرير يقيّم تهديدات الدولة الإسلامية (داعش) وقتلى سروج». وفي التصريح الذي تم القيام به أعلنوا أن التقرير سيصل إلى 550 نائباً برلمانياً.

### دوليًا
- الولايات المتحدة : هاتف رئيس الولايات المتحدة باراك أوباما الرئيس التركي أردوغان وأدان تفجير سروج وكذلك أعمال حزب العمال الكردستاني التي أدت إلى مقتل ضابطي شرطة وجندي، وأبلغ أردوغان بتعازي الشعب الأمريكي لتركيا وأُسر المصابين. كما تناول الرئيسان أيضا الحرب على الدولة الإسلامية (داعش)، والاستقرار والأمن في العراق، وكذلك الحرب الأهلية السورية.[61][62]
- ألمانيا : أعلنت مستشارة الاتحاد الألماني أنغيلا ميركل في تصريح كتابي أن ألمانيا وتركيا تعملان معًا لمواجهة الإرهاب، وأنها تعزي أهالي الضحايا وتتمنى لهم الصبر، كما ترجو للمصابين الشفاء العاجل، ومن جانب آخر قال وزير الخارجية الألماني فرانك فالتر شتاينماير في تصريح كتابي أنه أصيب بالدهشة جراء هذا الحادث لأنه يستهدف الشباب على وجه الخصوص. وعبر عن إدانته لهذا العمل البغيض.[63]
- أذربيجان : أرسل رئيس جمهورية أذربيجان إلهام علييف خطاب تعزية مكتوب إلى نظيره التركي. وقال في رسالته «أرسل وبكل الحزن والآسى أعمق التعازي باسمي وباسم الشعب الأذري إلى كل عائلات وأقارب وجميع الأتراك على الذين فقدوا حياتهم في هذه الفاجعة، وأرجو الشفاء العاجل للمصابين، كما استخدم التعبير (ليرحمهم الله) في الرسالة».[64][65]
- مصر : أعلن بدر عبد العاطي المتحدث باسم وزارة الخارجية المصرية في تصريح كتابي أن مصر تدين كافة الأعمال الإرهابية التي تصيب المدنيين في مختلف أنحاء العالم، كما أوضح أن دول العالم ينبغي أن تقف كتفا إلى كتف بشكل واضح وقوي لرفض وإدانة الإرهاب.[63]
- قطر : أكد التصريح الذي صدر عن وزارة الخارجية القطرية في الدوحة أن قطر تدين مثل هذا الهجوم المجرم، وتؤكد على رفضها لمثل تلك الأعمال. كما أُعلن في التصريح أن قطر ستتحذ كافة الإجراءات ضد الذين يعملون على استهداف الأبرياء بعمليات إرهابية، وأنها ستقف بجانب دولة تركيا الشقيقة وستدعمها في كافة التدابير والإجراءات التي ستتخذها لحماية حدودها.[63]
- العراق : قامت وزارة الخارجية العراقية بنشر إعلان كتابي بعد التفجير قالت فيه أن العراق يدين الحادث الإرهابي الذي وقع. كما قال البيان أن تركيا والعراق أصدقاء وعزّى عائلات وأهالي الضحايا. كما قام مسعود برزاني رئيس كردستان العراق بإدانة الحادث وقال أن العمليات الإرهابية التي تستهدف المدنيين إجرامية وغير إنسانية، وأن مثل هذه العمليات ستزيد من إرادة الشعوب على مواجهة الإرهاب.[66][67]
- قبرص الشمالية : قام مصطفى أقينجي رئيس قبرص الشمالية بإدانة التفجير، وقال ينبغي أن نلعن الإرهاب من حيث يأتي، وكان قد صرح بذلك في مؤتمر صفحي جمعه بنظيره التركي الذي كان متواجدا في نيقوسيا لأجل احتفالات الذكرى 41 للغزو التركي لقبرص في زيارة رسمية.[68]
- فرنسا : هاتف فرانسوا أولاند رئيس فرنسا نظيره التركي، وأبلغه بتعازيه عن الحادث الإرهابي الذي وقع في سروج، كما أفاد أن الاتحاد بين فرنسا وتركيا في سبيل مواجهة الإرهاب سيستمر.[69][70]
- روسيا : قام الرئيس الروسي فلاديمير بوتين بإرسال تلغراف تعزية إلى نظيره التركي يدين التفجير، كما طالب باجتماع عالمي لتنسيق جهود محاربة الإرهاب، كما قام دميتري ميدفيديف رئيس الوزراء بإرسال رسالة تعزيه إلى نظيره أحمد داوود أوغلو.[71][72][73]
- إيران : قالت مرضية أفخم المتحدثة باسم وزارة الخارجية الإيرانية أن إيران تعزي ضحايا الحادث، وأنه من الأعمال المنافية للإنسانية، كما أوضحت أن من يقوم بمثل هذه العمليات لن يفلت من العقاب.[74]
- اليونان : قامت وزراة الخارجية اليونانية بإدانة التفجير، وتمنت التعازي للحكومة التركية وعائلات الضحايا. وعلى جانب أخر قام ائتلاف اليسار الراديكالي (سيريزا) في تعليقه على التفجير «لقد قتل 32 من رفقائنا سنتابع ما بدأوه».[75][76]